# Microtus levis
Microtus levis е вид бозайник от семейство Хомякови (Cricetidae).

## Разпространение
Видът е разпространен в Азербайджан, Армения, Беларус, България, Гърция, Естония, Иран, Казахстан, Латвия, Литва, Молдова, Северна Македония, Румъния, Русия, Сърбия (Косово), Турция, Украйна, Финландия и Черна гора. Внесен е в Свалбард и Ян Майен.